# Dagebüll

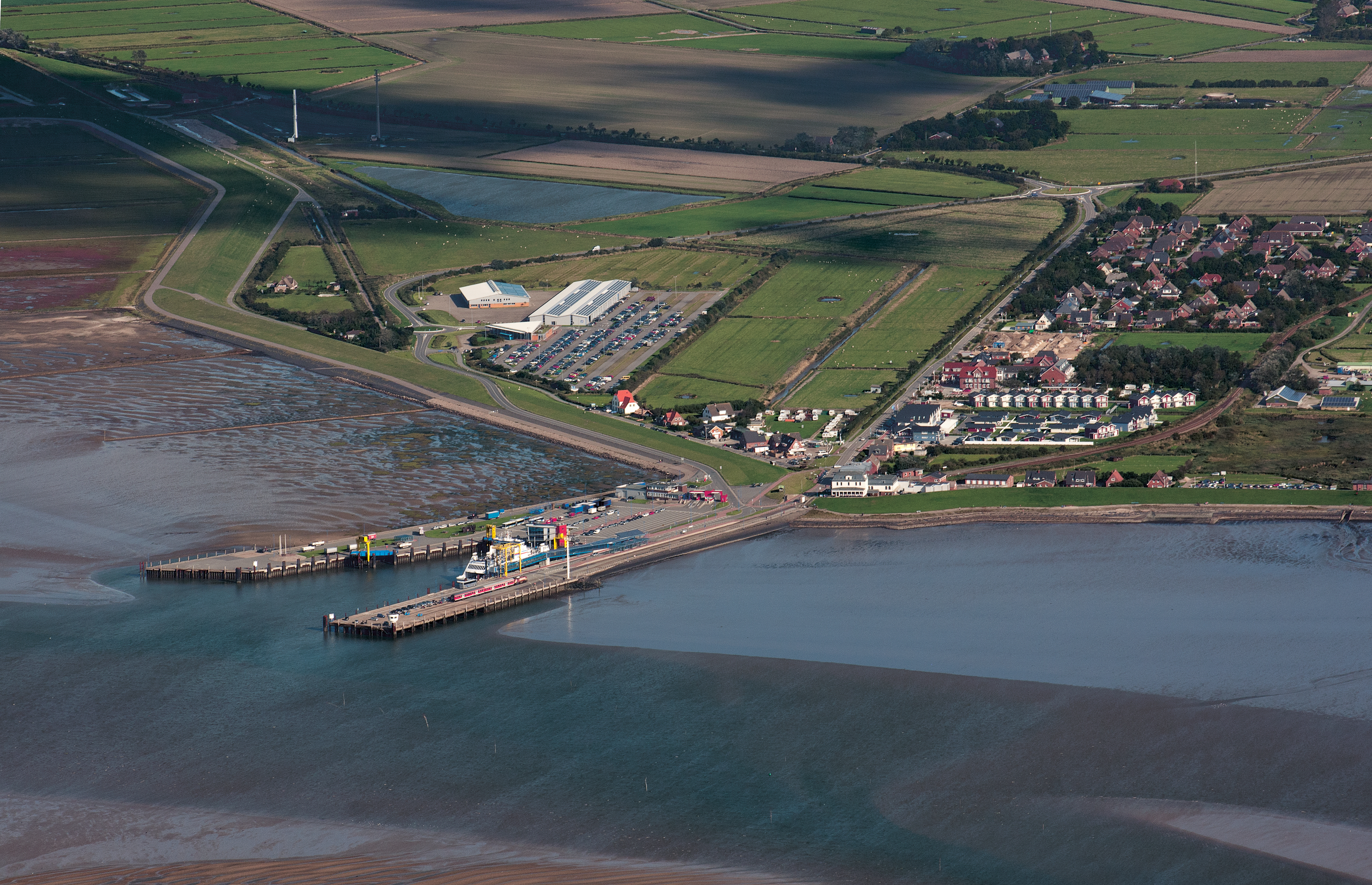
Dagebüll

Dagebüll (tiếng Mooring Bắc Frisia: Doogebel; tiếng Đan Mạch: Dagebøl) là một đô thị ở bờ biển bắc của Schleswig-Holstein. Đô thị này thuộc huyện Nordfriesland, Đức. Đô thị này có diện tích 36,22 km2, dân số thời điểm ngày 31 tháng 12 năm 2005 là 939 người. Dagebüll ngày nay đã được lập năm 1978 thông qua việc sáp nhập các đô thị Fahretoft, Juliane-Marien-Koog và Waygaard. Dagebüll đã từng là một Hallig, các căn nhà cổ nhất đã được xây trên các ụ đất nhân tạo. Năm 1704, khu vực này đã có đê biển.
Nhà thờ tại đô thị này được xây năm 1731.

## Người địa phương nổi bật
- Hans Mollenhauer Millies (1883–1957), nhạc công violin và nhà soạn nhạc.